# Dissolution des monastères

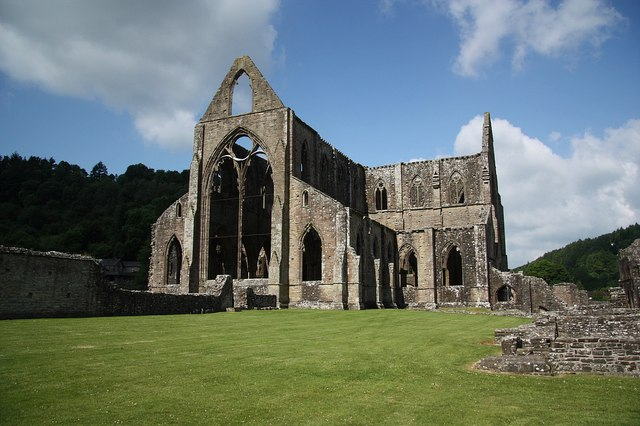
Ruines de l'abbaye cistercienne de Tintern, vendue en 1536.

La dissolution des monastères est un épisode du règne d’Henri VIII d'Angleterre qui débute en 1534, lorsque le roi entreprend de confisquer les biens des ordres religieux d'Angleterre, du Pays de Galles et d'Irlande.
Avant d'obéir à des raisons politiques et économiques, la dissolution s'inscrit dans le conflit entre le roi et le Saint-Siège depuis que le pape Clément VII, dont le clergé anglais possède un cinquième des terres, a refusé d'annuler son mariage avec Catherine d'Aragon - qui n'avait pas produit l'héritier mâle attendu - pour qu'il puisse épouser Anne Boleyn. Cette dissolution se matérialise par l'entrée en vigueur de deux lois majeures. La première loi de dissolution des monastères (1534) déclare « Biens de l'État » par saisie tout domaine ecclésiastique — du monastère à l’évêché — dont le revenu annuel est inférieur ou égal à 200 livres sterling ; la seconde loi (1538) concerne ceux dont le revenu annuel est supérieur à 200 livres. Ainsi, le roi s'enrichit, évite le recours à l’impôt pour remplir les caisses de l’État, et rallie durablement la loyauté des acquéreurs des biens à la cause de la réforme anglicane. Il en offre également aux membres de la cour pour service rendu. La dissolution des monastères d'Angleterre entraînera officiellement l'excommunication d'Henri VIII, et la non-répudiation de Catherine d'Aragon ainsi que son remariage avec Anne Boleyn.

## Histoire
La dissolution des monastères s’inscrit dans le contexte de la réforme religieuse en Europe occidentale qui voit un certain nombre de souverains et de princes abandonner l’Église catholique romaine et se convertir au protestantisme. La réforme anglicane appliquée par le roi d’Angleterre n’est pas à proprement parler une adoption du protestantisme, comme le montre l’Acte des six articles, mais signifie le refus de l’autorité du pape sur l’Église anglaise et la volonté de réformer une institution très critiquée.

### Contexte religieux et politique
La Couronne faisait face à une population (notamment les théologiens et le clergé) divisée sur la question de la Réforme. Depuis John Wyclif, dont la doctrine avait été diffusée par les lollards, il existait en Angleterre un terrain favorable aux idées réformistes, tant sur le plan doctrinal (retour à la Bible) que politique (volonté d'indépendance nationale). Nicholas Ridley, procurateur de l'université de Cambridge, spécialiste de l'exégèse biblique, avait obtenu de l'Université la résolution suivante : « Que l'évêque de Rome n'a pas plus d'autorité ni de juridiction dévolue par Dieu sur ce royaume d'Angleterre qu'un autre évêque étranger ».
Si Thomas Cranmer soutenait l’indépendance de l’Église d'Angleterre, de nombreux intellectuels, et non des moindres, comme l'ex-chancelier Thomas More ou Reginald Pole, refusaient le schisme, tandis que de l'autre côté, des personnalités comme Hugh Latimer appelaient au contraire à une réforme protestante beaucoup plus radicale que l'Église anglicane proposée par le roi.
Entre 1524 et 1527, le cardinal Thomas Wolsey avait déjà entrepris une ébauche de réforme, fermant trente monastères, notamment à Ipswich, sa ville natale, et à Oxford, où il avait fait ses études. Les bénéfices de l’opération servirent à la construction d’établissements d’enseignement public. Après avoir fermé le prieuré de sainte Frideswide, Wolsey fonda ainsi Cardinal College qui allait devenir le Collège de Christ Church (Oxford).
En novembre 1529 fut publiée une série de lois visant à réformer les abus, limiter les droits perçus sur la validation des testaments et les enterrements en terre consacrée, énoncer des règles plus sévères concernant le droit d’asile pour les délinquants et les criminels et limiter le cumul des emplois ecclésiastiques à quatre fonctions. Ces réformes religieuses eurent aussi pour effet de renforcer l’autorité royale.
Selon l'Encyclopédie catholique, la dissolution des monastères était prévue dans le programme politique du roi et ne fut donc pas fonction du contexte.

### Les précédents en Angleterre
La politique d'Henri VIII pouvait s'appuyer sur des précédents, dont certains dataient de deux cents ans.
Après la conquête normande, de nombreuses abbayes françaises possédaient de vastes propriétés et des maisons cadettes en Angleterre. Il s'agissait pour certaines de simples exploitations agricoles gérées par un moine expatrié, mais parfois aussi de riches fondations tel le prieuré de Lewes, dépendant de l'ordre de Cluny et de son abbé. En raison des conflits incessants entre la France et l'Angleterre pendant la guerre de Cent Ans, les gouvernements anglais s'étaient inquiétés des sommes d'argent transférées vers la France, sommes que le roi de France pouvait confisquer à son avantage, ainsi que de l'autorité exercée par des ordres religieux français sur le sol anglais.
Les agents de l'administration royale avaient commencé par séquestrer les biens des prieurés étrangers entre 1295 et 1303, sous le règne d'Édouard Ier. Ces prieurés furent contraints de verser de grosses sommes au Trésor tandis que les exploitations étaient confisquées et mises sous tutelle, leurs revenus servant à alimenter les caisses du roi, ce qui représentait une source non négligeable de profit. Certaines maisons obtinrent leur naturalisation à condition de payer de lourdes amendes et force pots-de-vin, mais la plupart disparurent lorsque Henri V ordonna leur fermeture par un Acte du parlement en 1414. Les terres accrurent les biens de la couronne, qui en conserva certaines, céda ou en vendit d'autres aux alliés du roi et partagea le reste entre des monastères nouvellement créés comme l'abbaye de Syon ou les Chartreux du prieuré de Sheen, ainsi que de nouveaux établissements d'enseignement. Cette politique fut reprise par Henri VI, avec notamment la fondation du Collège d'Eton.
Le transfert des biens ecclésiastiques à des établissements d'enseignement inspira largement l'épiscopat anglais ; de nouvelles fondations se multiplièrent vers la fin du XVe siècle et se poursuivirent au début du XVIe siècle. Les victimes de ces transferts étaient en général de petits établissements sans grandes ressources ni appuis, abritant des religieux bénédictins ou augustins. Les grandes abbayes et les ordres religieux qui échappaient à l'autorité diocésaine, notamment les Cisterciens, ne firent pas les frais de ces réquisitions. Les grands bénéficiaires en furent les universités d'Oxford et de Cambridge.
Lorsque le cardinal Wolsey fit fermer une vingtaine de monastères pour créer un nouveau collège, il sollicita et obtint une bulle papale (1524).

### L'exemple européen
En 1521, Martin Luther avait publié le De votis monasticis, déclarant que rien dans les écritures ne justifiait le monachisme, que celui-ci était inutile et même immoral au sens où il était en contradiction avec l’esprit du christianisme. Les vœux prononcés n’avaient aucune valeur et personne n’était tenu de les observer. Ces déclarations eurent un effet immédiat : une assemblée spéciale des Augustins allemands (dont faisait partie Luther) se rassembla la même année, accepta les propositions de Luther et décida à la majorité que tous les membres du clergé régulier avaient la liberté de renoncer à leurs vœux et de donner leur démission. Dans le monastère de Luther, à Wittenberg, tous les religieux sauf un mirent cette décision à exécution. En 1524 éclata la révolte des Rustauds ou Bundschuh (ligue de la chaussure), que Luther condamna mais qu'animèrent des révolutionnaires comme Thomas Münzer (cf. Ernst Bloch) qui demanda la dissolution des ordres religieux. La révolte fut un échec, mais l'idée que les ordres religieux s'étaient frauduleusement approprié des terres appartenant à la communauté fit son chemin.
La nouvelle ne tarda pas à arriver aux oreilles de princes et de souverains européens favorables à la réforme et à l’idée de mettre la main sur les biens de l’Église. En 1527, le roi de Suède Gustave Ier obtint un décret de la Diète l’autorisant à confisquer autant de biens fonciers ecclésiastiques qu’il le jugerait nécessaire à l’augmentation des revenus du trésor. Certaines terres originellement concédées à l’Église par leurs propriétaires devraient désormais revenir à leurs héritiers. Ce projet enrichit le roi et priva les couvents suédois de leurs revenus, les obligeant à fermer ou à vivoter encore quelques années avant de disparaître dans les années 1580.
Frédéric Ier de Danemark réagit à son tour en 1528, séquestrant les biens de quinze des maisons religieuses appartenant aux ordres les plus riches mais les plus impopulaires. Son successeur fit passer une série de lois dans les années 1530 qui précipitèrent le déclin du monachisme danois.
En Suisse, une menace similaire pesait sur les monastères. En 1523, la cité de Zurich autorisa les religieuses à se marier et, l’année suivante, ferma tous les monastères qui se trouvaient sur son territoire, utilisant les sommes récupérées pour subventionner l’éducation et aider les pauvres. Les anciens religieux se virent offrir une formation de réinsertion et des pensions. La cité de Bâle lui emboîta le pas en 1529, puis celle de Genève en 1530. En 1530, l’abbaye de Saint-Gall se vit un temps menacée, mais comme elle se trouvait sur des terres appartenant au Saint-Empire romain germanique, la tentative fut un échec.

### Étapes de la dissolution
C’est dans ce contexte problématique qu’Henri VIII, ne pouvant obtenir du pape l'annulation de son mariage, se proclama chef suprême de l’Église d’Angleterre en février 1531. En avril 1533, une loi fut votée interdisant au clergé de faire appel devant un tribunal étranger (romain, en l’occurrence) d’une décision royale en matière spirituelle ou financière.
En 1534, sous la pression du roi, le parlement autorisa Thomas Cromwell à inspecter les monastères, c’est-à-dire toutes les abbayes, prieurés et couvents, sous prétexte de vérifier la façon dont on présentait la réforme aux moines, mais en réalité pour évaluer la valeur de leurs biens. L'émotion provoquée par la venue d'un laïc dans des lieux habitués à des inspections épiscopales dura quelques mois. Sur la base des accusations d’irrégularités reçues par Cromwell, le parlement vota, la même année, la première loi de dissolution des monastères. Les couvents les plus modestes et les moins influents furent mis à sac, leurs résidents reçurent une pension tandis que leurs biens étaient confisqués. Cromwell délégua ses pouvoirs à des commissaires laïcs qui effectuèrent ce que l’on appela plus tard la Visite des monastères.
Celle-ci commença au cours de l’été 1535, tandis que des prédicateurs et des sermonneurs (les railers) étaient chargés de monter en chaire et de développer les trois thèses suivantes :
- les moines et les sœurs étaient des pécheurs, des hypocrites et des impies menant une vie de luxe et de débauche ;
- ces moines et religieuses vivaient en parasites improductifs sur le dos des travailleurs et constituaient donc une menace économique ;
- si le roi récupérait la fortune des monastères, il n’aurait plus jamais besoin de lever l’impôt.

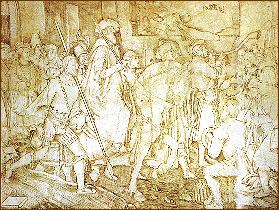
Inspection d'un monastère (Colchester ?) par Thomas Cromwell et ses hommes.

Pendant ce temps, Thomas Cromwell accumulait les rapports des commissaires signalant les abus prétendument constatés, tant financiers que sexuels. Le monachisme était déjà sur le déclin, et en 1536, par exemple, il ne restait plus que 85 moines sur l’ensemble des treize établissements cisterciens du Pays de Galles.
Ces premières mesures s’avérèrent financièrement décevantes. En avril 1538, un nouveau parlement vota la seconde loi de dissolution des monastères autorisant la mainmise royale sur la totalité des biens du clergé catholique. Certains abbés se révoltèrent et à l’automne, ceux de Colchester, Glastonbury et Reading furent exécutés pour haute trahison. Les prieurs des Chartreuses de Beauvale, de Londres et d'Axholme avaient été exécutés en 1535 pour avoir récusé la loi qui faisait du roi le chef de l’Église d’Angleterre. Seule l’abbaye de Saint Benet, dans le Norfolk, échappa à la dissolution.
Les autres abbés acceptèrent de signer l’acte qui faisait du roi le propriétaire de leur abbaye. Un certain nombre de bâtiments confisqués furent détruits aux fins de récupération du plomb de la toiture, et des pierres qui servirent à construire des édifices séculiers. Des petites maisons bénédictines furent transformées en églises paroissiales, et parfois même achetées à cette fin par des communautés qui en avaient les moyens.
La tradition selon laquelle sévit alors une vague de destructions iconoclastes provient souvent d'une confusion entre les déprédations commises un siècle plus tard par les puritains et celles des années 1530. Cependant, les reliques furent dispersées et les pèlerinages déconseillés. Ce fut un coup dur porté à l’économie de centres comme Glastonbury, Walsingham, Bury St Edmunds, Shaftesbury et Canterbury qui s’étaient enrichis grâce à l’afflux des pèlerins.
Henri avait besoin d'argent. Une grande partie des abbayes furent revendue à une nouvelle classe de propriétaires terriens dont la fidélité à la réforme anglicane se voyait ainsi consolidée.

### Conséquences
Les abbayes d'Angleterre, du pays de Galles et d'Irlande comptaient parmi les plus grands propriétaires terriens et les plus importantes institutions du royaume. Dans les régions les plus éloignées de Londres, elles jouaient un rôle primordial dans l'hébergement des voyageurs, la transmission du savoir, les œuvres caritatives, les soins hospitaliers et de santé, tout en fournissant du travail aux artisans locaux. La disparition soudaine de plus de huit cents de ces foyers d'activité allait causer bien des problèmes et le pouvoir n'aurait pu s'attaquer ainsi aux abbayes s'il n'avait pas rencontré un certain soutien de la population.
La destruction des bibliothèques figure parmi les plus grandes pertes de la réforme anglaise. Il ne reste que six des six cents volumes que possédait le prieuré de Worcester à l'époque de la dissolution. Trois volumes seulement subsistent de la bibliothèque des Augustins d'York après la destruction de six cent quarante-six livres. On détruisit certains ouvrages pour en récupérer la reliure précieuse, d'autres vendus par charretées entières, parmi lesquels des œuvres irremplaçables datant des débuts de la littérature anglaise. La plupart des manuscrits rédigés en vieil anglais furent perdus au cours de cet épisode.
Le théologien Jean Bale (John Bale) écrivit en 1549 : « A great nombre of them whych purchased those superstycyous mansyons, resrved of those lybrarye bokes, some to serve theyr jakes, some to scoure candelstyckes, and some to rubbe their bootes. Some they solde to the grossers and soap sellers » (« Un grand nombre de ceux qui achetèrent ces monuments de superstition utilisèrent ces livres les uns comme papier de toilette, les autres pour astiquer les bougeoirs, et d'autres encore pour faire reluire leurs bottes. Certains les vendirent aux épiciers et aux marchands de savon »).
Les hôpitaux religieux fermèrent également, avec de sérieuses conséquences sur le plan local. Les monastères avaient nourri les pauvres et distribué des aumônes pendant les périodes de disette. Leur disparition donna naissance à une armée de « robustes mendiants » qui fut un souci constant sous le règne des Tudor et contribua à l'agitation sociale ; celle-ci suscita la promulgation des lois sur les pauvres sous le règne d'Édouard VI et d'Élisabeth Ire. De plus, les abbayes avaient été des employeurs plus compréhensifs que les nouveaux propriétaires aristocrates, qui augmentèrent les loyers en exigeant une productivité accrue de leurs fermiers et métayers.
Plus généralement, la disparition des monastères contribua au déclin des pratiques contemplatives en Europe de l'ouest au cours des siècles suivants, avec quelques rares exceptions comme les quakers.
Cette destruction rencontra une certaine opposition selon les régions. Dans le nord de l'Angleterre, notamment dans le Yorkshire et le Lincolnshire, on assista à un soulèvement populaire, le pèlerinage de Grâce, qui tint la Couronne en échec pendant quelques semaines. L'année suivante, il y eut un autre soulèvement dans le Norfolk. Des rumeurs circulèrent selon lesquelles le roi comptait mettre à sac les églises et taxer le cheptel. Les émeutiers réclamaient la fin de la dissolution, la démission de Thomas Cromwell et l'assurance que la fille aînée du roi, la catholique Marie Tudor, serait nommée héritière de la couronne à la place d'Édouard, son cadet. Henri calma les esprits en faisant des promesses, puis fit exécuter une partie des chefs de la rébellion sans autre forme de procès. Dans l'ouest, la révolte du livre de la prière commune de 1549 s'accompagna d'une demande de restauration des monastères.
Enfin, sur le plan financier, on a estimé que le roi ne récupéra qu'environ 37 000 livres sterling par an entre 1536 et 1547, soit environ un cinquième des bénéfices qu'en retiraient les moines, alors que la valeur totale des biens confisqués avait été évaluée à 200 000 livres. En effet, certains biens furent vendus pour des sommes dérisoires, voire purement et simplement offerts aux partisans du roi ; il fallut accorder une pension aux clercs dépossédés qui, dans bien des cas, continuèrent à officier dans leur paroisse, au profit de l’Église protestante.